# Студия 30 (сезон 6)
Шестой сезон американского комедийного телесериала «Студия 30» впервые был показан на телеканале NBC с 12 января по 17 мая 2012 года.
В центре сюжета сериала находится вымышленное скетч-шоу «TGS with Tracy Jordan» и его главный сценарист Лиз Лемон (Тина Фей), которая пытается совмещать работу и личную жизнь. Сезон состоит из 22 эпизодов. Вначале сезон транслировался в 8 часов вечера, но позже телеканал принял решение с 15 марта 2012 года перенести время вещания на 8:30 часов вечера.

## Производство
15 ноября 2010 года NBC продлил «Студию 30» на шестой сезон, но в мае 2011 года стало известно, что в связи с беременностью Тины Фей премьера нового сезона откладывается на неопределённый срок. К тому же, Алек Болдуин объявил, что, в связи с окончанием в 2012 году срока подписанных им и Фей контрактов, они уйдут из сериала после окончания шестого сезона. В октябре 2011 года начались съёмки новых эпизодов «Студии 30», а 15 ноября была объявлена дата премьеры сезона — 12 января в 8:00 вечера. В начале января руководитель развлекательных программ телеканала NBC Боб Гринблатт объявил, что Болдуин останется в сериале, если тот продлят на седьмой сезон. 21 февраля 2012 года было опубликовано решение телеканала с 15 марта перенести время вещания «Студии 30» на 8:30 вечера в связи с возвращением после перерыва сериала «Сообщество».
22 января 2012 года во время церемонии вручения наград кинофестиваля «Сандэнс» Трейси Морган упал в обморок, и его доставили в местную больницу. Спустя неделю актёр выздоровел и вернулся к съёмкам.

## В ролях
Поскольку сюжет сериала вращается вокруг телешоу TGS, главные роли в сезоне исполняют актёры, сыгравшие сотрудников телеканала. Тина Фей исполняет роль Лиз Лемон, главного сценариста шоу. В шоу в главных ролях снимаются два актёра. Трейси Морган играет эксцентричного Трейси Джордана, а роль его напарницы, актрисы Дженны Марони, исполняет Джейн Краковски. Нового члена съёмочной команды Джека «Дэнни» Бэйкера играет Шайенн Джексон. Джек Макбрайер исполняет роль энергичного и располагающего к себе служащего телеканала Кеннета Парселла. Продюсера «TGS» Пита Хорнбергера играет Скотт Эдсит, а роль энергичного и постоянно носящего бейсболку одиозного сценариста Фрэнка Росситано исполняет Джуда Фридландер. Руководителя телеканала NBC Джека Донаги изображает Алек Болдуин. Туфера Сперлока, выпускника Гарвардского университета и работника команды сценаристов шоу играет Кит Пауэлл. Катрина Боуден исполняет роль помощницы сценаристов Кери Ксерокс. Также в сезоне появляются повторяющиеся персонажи из первых сезонов: Джонатан (Молик Панчоли), «Гризз» Грисуолд (Гризз Чэпман), «Точка com» Слэттери (Кевин Браун) и Дж. Д. Лутц (Джон Лутц).
В съёмках сезона также участвовали некоторые приглашённые звёзды. Так, Стив Бушеми вновь стал режиссёром и приглашённым актёром в эпизоде «Leap Day», а Уилл Арнетт исполнил роль соперника Джека, Девона Бэнкса. Кристен Шааль исполнила одну из повторяющихся ролей Хэйзел. Дениз Ричардс и Джеймс Марсден также появляются в шестом сезоне. Кэлси Греммер в роли самого себя, Джим Керри, Энди Макдауэлл, Сьюзан Сарандон. Хлоя Морец, Уильям Болдуин, Синтия Никсон, Странный Эл Янкович, Ким Кардашьян. Джимми Фэллон

## Критика

### Рейтинги
Первый эпизод вышел 12 января 2012 года, в четверг в 8:00 часов вечера, и привлёк внимание 4,47 млн зрителей, что более чем на 30 % ниже рейтинга премьерного эпизода предыдущего сезона, но является самой большой зрительской аудиторией шестого сезона. Начиная с третьего эпизода «Idiots Are People Three!», каждый эпизод «Студии 30» посмотрели менее 4 млн человек, и только эпизод «St. Patrick’s Day», показанный 15 марта 2012 года, привлёк внимание 4,00 млн зрителей. После переноса времени вещания на 8:30 часов вечера зрительская аудитория продолжала падать, и эпизод «Nothing Left to Lose» поставил антирекорд сезона и новый антирекорд сериала — 2,79 млн зрителей. К концу сезона «Студию 30» смотрели около 3 млн человек, а последний эпизод сезона «What Will Happen to the Gang Next Year?» привлёк внимание лишь 2,84 млн зрителей в США, то есть почти в полтора раза меньше, нежели финальный эпизод предыдущего сезона. Среднее количество зрителей сезона 2011—2012 годов составило 4,55 млн человек и поставило «Студию 30» на 130-е место среди всех сериалов.
| Сезон | Таймслот | Премьера сезона | Премьера сезона | Финал сезона | Финал сезона | Количество эпизодов | Сезон     | Зрители | Ранг |
| Сезон | Таймслот | Дата            | Зрители         | Дата         | Зрители      | Количество эпизодов | Сезон     | Зрители | Ранг |
| ----- | --- | --------------- | --------------- | ------------ | ------------ | ------------------- | --------- | ------- | ---- |
| 6     | Четверг, 20:00 (12 января 2012 — 8 марта 2012) Четверг, 20:30 (15 марта 2012 — 17 мая 2012) Четверг, 21:00 (22 марта 2012) | 12 января 2012  | 4,47            | 17 мая 2012  | 2,84         | 22                  | 2011—2012 | 4,554   | 130  |

## Эпизоды
| №      | №  | Название                                                                                                  | Режиссёр(ы)         | Сценарист(ы)                       | Дата показа в США | Код серии | Зрители |
| ------ | -- | --- | ------------------- | ---------------------------------- | ----------------- | --------- | ------- |
| 104    | 1  | «Dance Like Nobody’s Watching» «Танцуй, как будто никто не смотрит»                                       | Джон Ригги          | Тина Фей и Трейси Уигфилд          | 12 января 2012    | 601       | 4,47    |
| 105    | 2  | «Idiots Are People Two!» «Люди — идиоты дважды!»                                                          | Бет Маккарти-Миллер | Роберт Кэрлок                      | 19 января 2012    | 602       | 4,05    |
| 106    | 3  | «Idiots Are People Three!» «Люди — идиоты трижды!»                                                        | Бет Маккарти-Миллер | Роберт Кэрлок                      | 26 января 2012    | 603       | 3,82    |
| 107    | 4  | «The Ballad of Kenneth Parcell» «Баллада Кеннета Парселла»                                                | Джефф Ричмонд       | Мэтт Хаббард                       | 26 января 2012    | 604       | 3,98    |
| 108    | 5  | «Today You Are a Man» «Теперь ты мужчина»                                                                 | Джефф Ричмонд       | Рон Уэйнер                         | 2 февраля 2012    | 605       | 3,23    |
| 109110 | 67 | «Hey, Baby, What’s Wrong» «Эй, детка, что-то не так?»                                                     | Майкл Энглер        | Кей Кэннон                         | 9 февраля 2012    | 606/607   | 3,88    |
| 111    | 8  | «The Tuxedo Begins» «Вечеринка начинается»                                                                | Джон Ригги          | Джош Сигал и Дилан Морган          | 16 февраля 2012   | 608       | 3,59    |
| 112    | 9  | «Leap Day» «Високосный день»                                                                              | Стив Бушеми         | Люк Дель Стредичи                  | 23 февраля 2012   | 609       | 3,70    |
| 113    | 10 | «Alexis Goodlooking and the Case of the Missing Whisky» «Алексис хорошо выглядит и Дело пропавшего виски» | Майкл Словис        | Джон Ригги                         | 1 марта 2012      | 610       | 3,77    |
| 114    | 11 | «Standards and Practices» «Нормы и практика»                                                              | Бет Маккарти-Миллер | Вэли Чандрасекаран                 | 8 марта 2012      | 611       | 3,42    |
| 115    | 12 | «St. Patrick’s Day» «День Святого Патрика»                                                                | Джон Ригги          | Коллин Макгиннесс                  | 15 марта 2012     | 612       | 4,00    |
| 116    | 13 | «Grandmentor» «Превосходный наставник»                                                                    | Бет Маккарти-Миллер | Сэм Минз                           | 22 марта 2012     | 613       | 3,31    |
| 117    | 14 | «Kidnapped by Danger» «Под властью риска»                                                                 | Клэр Каупертуэйт    | Тина Фей                           | 22 марта 2012     | 614       | 3,42    |
| 118    | 15 | «The Shower Principle» «Закон множества»                                                                  | Стивен Ли Дэвис     | Том Керауло                        | 29 марта 2012     | 615       | 3,14    |
| 119    | 16 | «Nothing Left to Lose» «Ничего не потеряно»                                                               | Джон Ригги          | Лорен Гурганус и Нина Педрад       | 5 апреля 2012     | 616       | 2,79    |
| 120    | 17 | «Meet the Woggels!» «Встречайте Воггелов!»                                                                | Линда Мендоса       | Рон Уэйнер                         | 12 апреля 201     | 617       | 2,98    |
| 121    | 18 | «Murphy Brown Lied to Us» «Мёрфи Браун нам солгал»                                                        | Джон Ригги          | Роберт Кэрлок и Вэли Чандрасекаран | 19 апреля 2012    | 618       | 3,06    |
| 122    | 19 | «Live from Studio 6H» «Прямой эфир из студии 6Н»                                                          | Бет Маккарти-Миллер | Джек Бёрдитт и Тина Фей            | 26 апреля 2012    | 619       | 3,47    |
| 123    | 20 | «Queen of Jordan 2: Mystery of the Phantom Pooper» «Королева Джордана 2. Загадка призрачной задницы»      | Кен Уиттингем       | Люк дель Тредичи и Трейси Уигфилд  | 3 мая 2012        | 620       | 3,04    |
| 124    | 21 | «The Return of Avery Jessup» «Возвращение Эйвери Джессапа»                                                | Джон Ригги          | Джош Сигал и Дилан Морган          | 10 мая 2012       | 621       | 2,92    |
| 125    | 22 | «What Will Happen to the Gang Next Year?» «Что будет с командой в следующем году?»                        | Майкл Энглер        | Мэтт Хаббард                       | 17 мая 2012       | 622       | 2,84    |